# イグナチオ・デ・ロヨラ
イグナチオ・ロペス・デ・ロヨラ（Ignacio López de Loyola、またはInigo Oinaz Loiola、英語：(Saint) Ignatius of Loyola、ラテン語：Ignatius de Loyola、スペイン語：(San) Ignacio de Loyola、バスク語：Ignazio Loiolakoa; 1491年10月23日もしくは12月24日 - 1556年7月31日）は、カスティーリャ王国領バスク地方出身の修道士。カトリック教会の修道会であるイエズス会の創立者の1人にして初代総長。バスク人。
同会の会員は教皇への厳しい服従をモットーに世界各地で活躍し、現代に至っている。ロヨラは『霊操』の著者としても有名で、対抗宗教改革の中で大きな役割を果たした。カトリック教会の聖人で記念日（聖名祝日）は7月31日である。スペインのビスカヤ県とギプスコア県、フィリピンのアテネオ・デ・マニラ大学、ブラジルのベロオリゾンテ、等の守護聖人。

## 生涯

### 前半生
イグナチオ・デ・ロヨラことイニゴは、バスク地方のギプスコア地方アスペイティアにあるロヨラ城で生まれた。13人兄弟（上智大学公式サイトは12人兄弟としている）の末っ子だったイニゴは7歳で母を失い、1506年に親戚の騎士でカスティーリャ王国の財務官を勤めていたフアン・ベラスケス・デ・クエラルの従者となった。1517年以降、イニゴは軍務について各地を転戦したが、1521年5月20日に行われたパンプローナの戦いで、指揮中に飛んできた砲弾が足に当たって負傷し、父の城で療養生活を送ることになった。

### 修道生活へ
療養生活の間、暇をもてあましたロヨラは騎士道物語が読みたかったが、そこにはなかったので仕方がなくイエス・キリストの生涯の物語や聖人伝を読みはじめた。やがて、彼の中に聖人たちのように自己犠牲的な生き方をしたいという望みが生まれてきた。彼は特にアッシジのフランチェスコの生き方に影響され、聖地に赴いて非キリスト教徒を改宗させたいという夢を持つにいたった。聖人にあこがれるあまり、彼は自分の名前をイニゴから（アンティオキアのイグナティオスにならって）イグナチオに改めている。
健康を回復すると、ロヨラは1522年3月25日にモンセラートのベネディクト会修道院を訪れた。そこで彼は世俗的な生き方との決別を誓い、一切の武具を聖母像の前に捧げ、カタルーニャのマンレザにある洞窟の中にこもって黙想の時を過ごした。そこでロヨラは啓示を受けたとされている。ここにいたってロヨラは世俗の出世を捨て、ひたすらわが身を聖母に捧げることを誓った。それでも、もとが軍人だっただけに以後の彼の言葉の中には、軍事的な用語やイメージがよく用いられている。
このころ、ロヨラはすでに『霊操』の原案ともいうべきものをまとめていた。これは彼のもとに霊的指導を求めてやってきた人に対して行った一連の黙想のテーマ集であった。『霊操』の影響はイエズス会にとどまらず、以後のカトリック教会全体にまで及ぶことになる。

### パリでの日々とイエズス会の結成

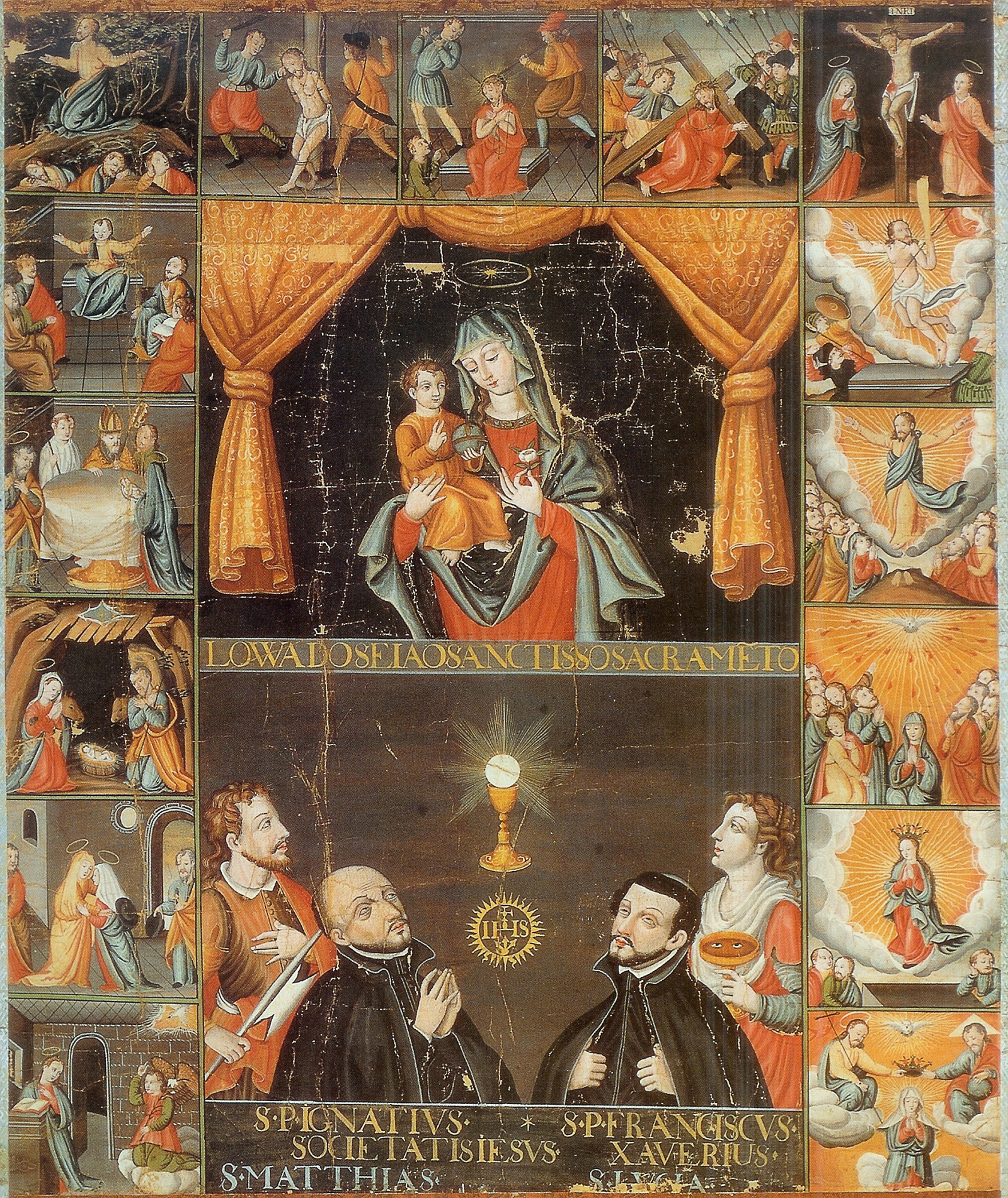
『紙本著色聖母子十五玄義・聖体秘跡図』（重要文化財、京都大学総合博物館所蔵）、画面下の前列にロヨラ（左）とザビエル（右）を描く。「隠れキリシタンの里」であった大阪府茨木市の下音羽地区の民家から発見されたもので、イエズス会のセミナリヨで西洋絵画の技法を学んだ日本人画家による作品と推定される。

ロヨラはスペインのアルカラ大学を経て、1528年にフランスのパリ大学へ入学し、一般教養と神学を学んだ。パリでは7年学んだが、多くの人々がロヨラの霊的指導を求めてやってきた。その中で1534年までに彼は6人の重要な同志を得ていた。フランス出身のピエール・ファーヴル、ロヨラと同じくバスク出身のフランシスコ・ザビエル、スペイン人のアルフォンソ・サルメロン、ディエゴ・ライネス、ニコラス・ボバディリャ、そしてポルトガル人のシモン・ロドリゲスであった。
1534年8月15日、ロヨラと6人の仲間はモンマルトルの丘に登り、サン・ドニ記念聖堂で唯一の司祭だったピエール・ファーブルのたてるミサにあずかって、神に自分の生涯をささげる誓いを立てた。世に言う「モンマルトルの誓い」である。彼らの立てた誓いは「今後、7人はおなじグループとして活動し、エルサレムでの宣教と病院での奉仕を目標とする。あるいは教皇の望むところならどこでも赴く」というものであった。これがイエズス会の始まりである。
1537年、7人は教皇から直接修道会としての許可を受けようとローマに向かった。時の教皇パウルス3世は一同の知的レベルと志の高さを認め、司祭叙階と聖地巡礼の許可を与えた。6月24日、ヴェネツィアに赴いた一行はアルベの司教から司祭叙階を受けた。当時、イタリア半島では神聖ローマ皇帝カール5世や教皇、オスマン帝国を巻き込んだ戦いが行われていたため、聖地への渡航をあきらめ、当面はイタリア国内で説教と奉仕活動に専念する方針をたてた。
1538年10月、ファーヴルおよびライネスを従えて再びローマに赴いたロヨラは、教皇から修道会の会憲の認可を得ることで正式な許可を得ようとした。会憲を審査した枢機卿団は好意的な評価を下し、パウルス3世は1540年9月27日の回勅『レジミニ・ミリタンティス』で会を正式に許可した。その際の唯一の条件は会員数が60名を越えないことということであった。この制限も3年後の1543年3月14日に出された回勅『イニュンクトゥム・ノビス』で撤廃された。

### イエズス会総長として
ロヨラは会の最初の総長に選ばれた。彼は会員たちを欧州全域に派遣して、一般学校と神学校を各地に創設させた。ローマにおけるカール5世の名代をつとめていたホアン・デ・ヴェガはイグナチオと会談し、その志の高さに感銘を受けた。ヴェガはシチリア総督に任命されるとロヨラとイエズス会員を同地へ招き、メッシーナに大学を開かせた。メッシーナの大学は評判を呼び、その教育システムは以後のイエズス会学校の雛形となった。1548年、『霊操』の決定版が出版された。このとき、同書の内容に関してローマの異端審問所で審査を受けたが、すぐに解放された。
ロヨラの書いた1554年版会憲はイエズス会をピラミッド型の組織として規定、会員に上長と教皇への絶対的服従と自己犠牲を求めた。ロヨラは「軍隊のごとき」服従という表現を用いている。彼の座右の銘がそのままイエズス会のモットーとなった、「神のより大いなる栄光のために」（Ad Maiorem Dei Gloriam）である。イエズス会の精力的な活動は対抗改革の原動力となった。
1553年から1555年、ロヨラは自らの生涯を振り返って「自伝」を口述し、秘書のゴンサルベス・ダ・カマラ神父に書き取らせた。この自伝は霊操の精神を理解する上でも重要な資料となっている。同書は150年近く書庫に秘蔵されていたが、ボランディストらによって『聖人伝』が出版された際に初めて公刊された。同書の批判版も1943年に『イエズス会歴史叢書』の第一巻として出版されている。
ロヨラは1556年7月31日にローマで死去。1609年7月27日に教皇パウルス5世によって列福され、1622年5月22日にグレゴリウス15世によって列聖された。

## 著書
- 『霊操』イエズス会訳、欧亜書房、1937年　
  - 霊操刊行会訳著、エンデルレ書店、1956年
  - ホセ・ミゲル・バラ訳、新世社、1986年3月
  - 門脇佳吉訳、岩波文庫、1995年
- 『ロヨラのイグナチオ-その自伝と日記』A.エバンヘリスタ、佐々木孝訳編、桂書房、1966年
- 『イグナチオ・ロヨラ書簡集』　中村徳子、V.ボネット訳、イエズス会ペンクラブ、1972年
- 『聖イグナチオ・デ・ロヨラ書簡集』カトリックイエズス会編、平凡社、1992年3月
- 「イエズス会会憲(1550年)」『宗教改革著作集 第13巻 - カトリック改革』、 鈴木宣明訳、 教文館、1994年
- 『ある巡礼者の物語』門脇佳吉訳、岩波書店〈岩波文庫〉、2000年

## 関連文献
- 佐藤賢一『カルチェ・ラタン』-主人公と若き日のロヨラ、フランシスコ・ザビエルが出会う。
- 伊藤真美『ピルグリム・イェーガー』-ザビエルとともに異能者、30枚の銀貨として登場している。